# Innis College

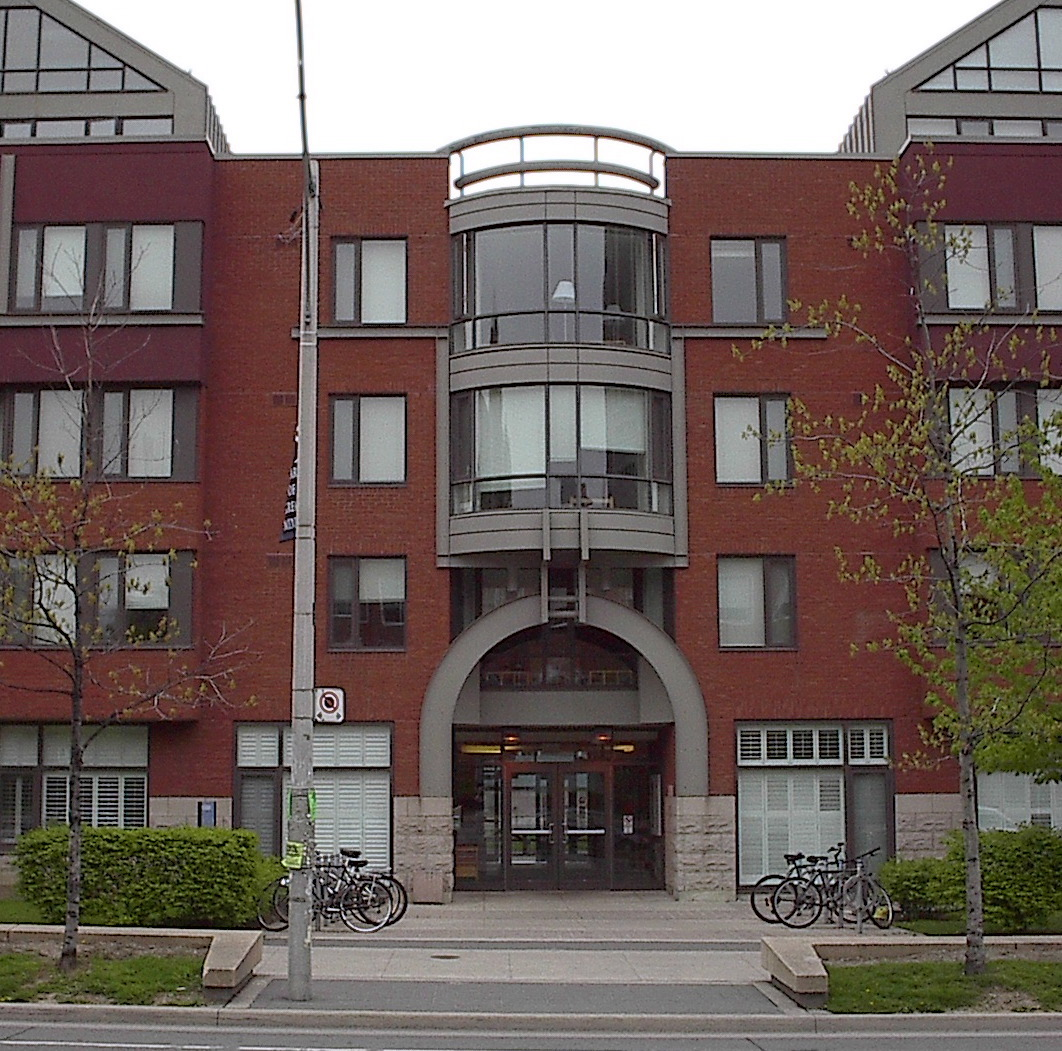
La résidence de Innis College, au 111 St George St

Innis College est un des collèges constitutifs de l'Université de Toronto. Il est nommé en hommage à Harold Innis, un célèbre professeur d'économie politique de l'université.

## Le collège
Innis est un des deux plus petits collèges de l'université, avec 1 650 étudiants. Il faisait à l'origine partie de New College et est devenu indépendant en 1964 : il est le deuxième collège non-fédéré créé après le passage à la gouvernance fédérale.
Le collège était à l'origine situé dans la Macdonald/Mowat House, un bâtiment historique situé sur St George St. : il a depuis déménagé dans un immeuble rénové sur Sussex Avenue, derrière la Robarts Library, à l'ouest du campus.
Innis a longtemps été un collège très mineur ; sa seule résidence était située dans la vétuste Vladimir House, sur Spadina Avenue. La construction de sa nouvelle résidence en 1994 sur St. George Street, à quelques dizaines de mètres au nord de la Robarts Library, lui a permis de se développer.
Bien qu'il subisse l'ombre que lui font ses homologues à la fois plus anciens et plus grands — notamment University, New ou Victoria College, le fait qu'Innis dispose d'une salle de cinéma — le Innis Town Hall — lui permet d'attirer les étudiants en études cinématographiques.
Innis était aussi le premier collège à se doter d'un pub ouvert au public, en 1975 et le premier à adopter une représentation paritaire entre étudiants et non-étudiants dans le conseil de direction.

## Résidence
La résidence d'Innis est située en face du collège, au 111 St. George St. L'immeuble, en forme de U, est haut de quatre étages, surmontés par deux tours de trois étages sur les ailes nord et sud. Il est composé d'appartements de quatre ou cinq chambres, chacun doté d'une cuisine, d'un salon et de deux salles de bains. Il peut accueillir 327 étudiants.
La résidence accueille environ 60 % d'étudiants de première année. Elle a deux dons (tuteurs) et six assistants de résidence. Chaque don a la charge de trois maisons, tandis que les assistants ont la charge d'une seule.

### Les maisons de la résidence
- First House désigne le premier étage du bâtiment.
- Devonshire West ('Devo') est le second étage du bâtiment. Son nom vient de la rue située à l'est du bâtiment, Devonshire Place.
- Taddle Creek est le troisième étage. Son nom vient d'un ancien ruisseau, aujourd'hui souterrain, qui coule sous Philosopher's Walk, un chemin du campus.
- Vladimir House est le quatrième étage. Son nom est hérité de l'ancienne résidence d'Innis, Vladimir House.
- North House désigne les 5e, 6e et 7e étages de la tour nord.
- Ajax House désigne les 5e, 6e et 7e étages de la tour sud. Son nom vient d'un ancien campus de l'université, situé à Ajax jusqu'en 1949.

## Source
- (en) Cet article est partiellement ou en totalité issu de l’article de Wikipédia en anglais intitulé « Innis College » (voir la liste des auteurs).